# Beranidlo (stavitelství)

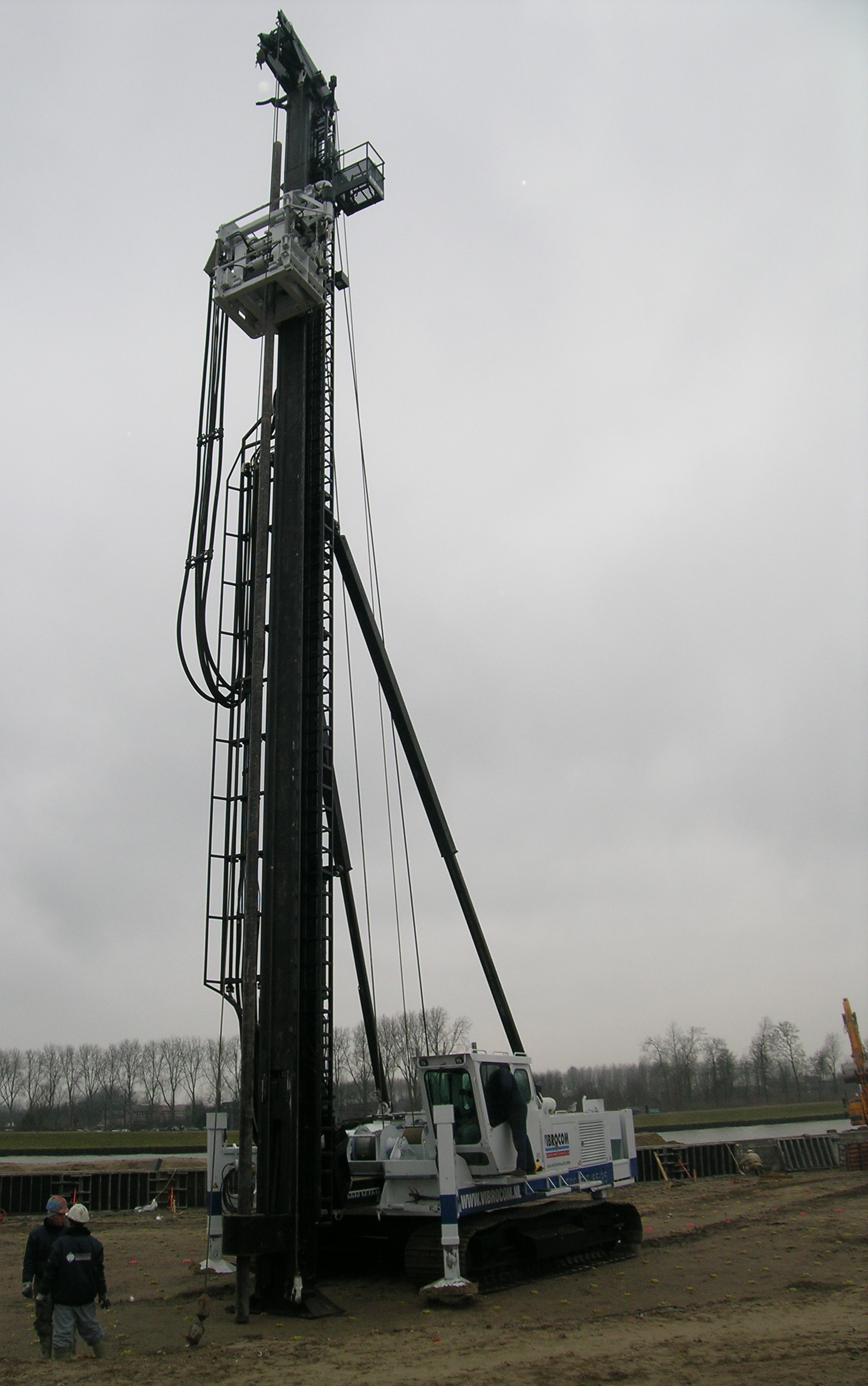
Beranidlo na pásovém podvozku

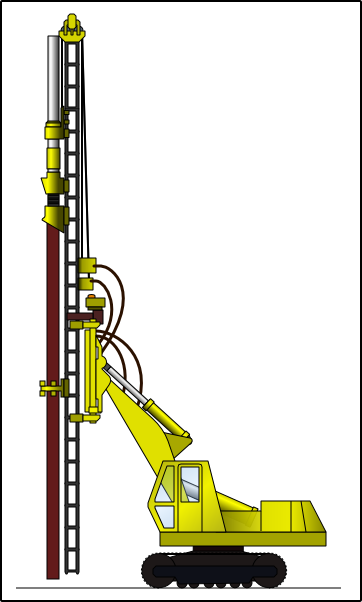
Nákres beranidla

Beranidlo je technické zařízení používané ve stavitelství k beranění, tj. k zarážení pilot nebo štětovnic do podloží. Beranidlo zaráží piloty nebo štětovnice opakovanými údery beranu (jako zatloukání kladivem).

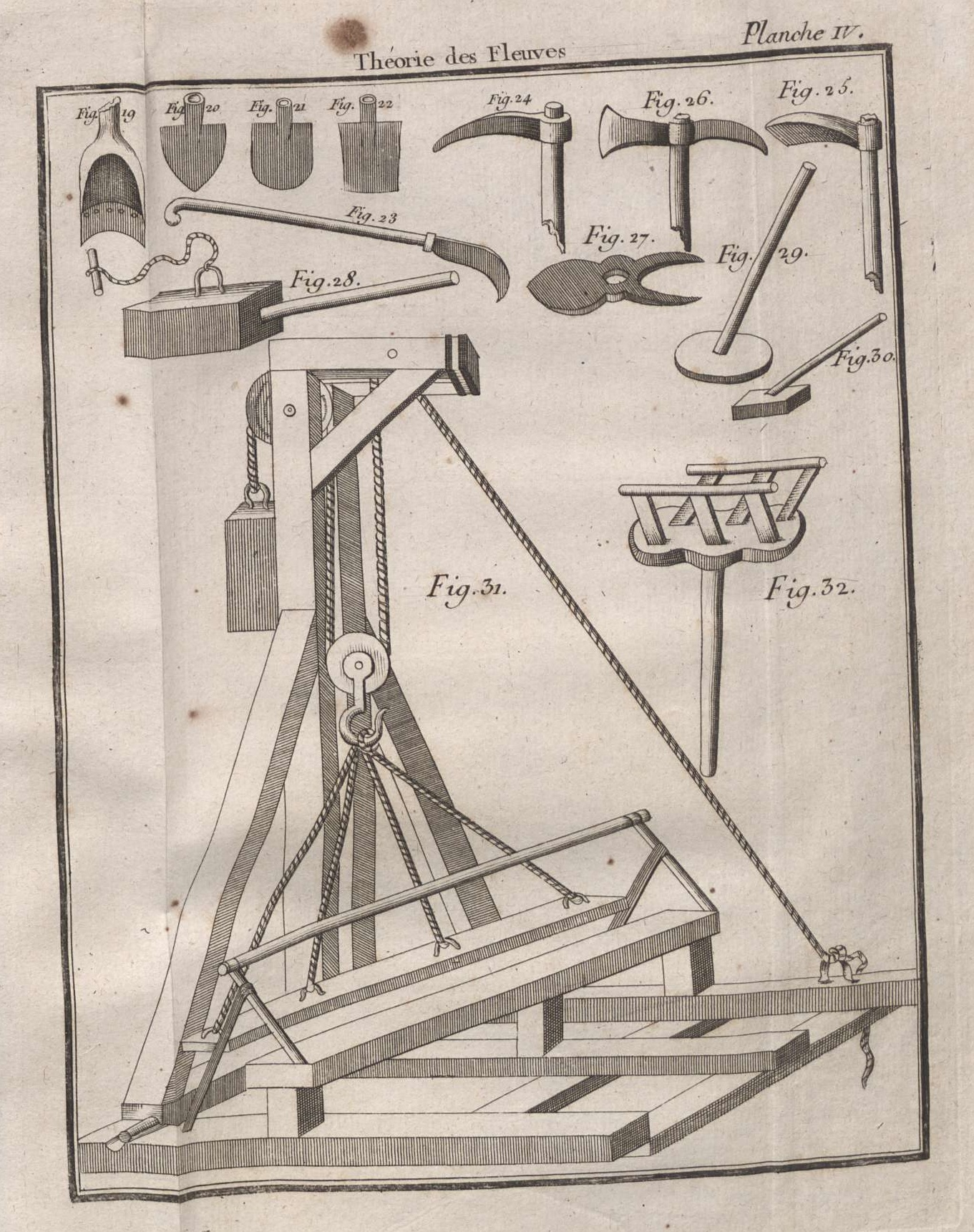
Abhandlung vom Wasserbau an Strömen, 1769

## Konstrukce
Beranidlo se skládá z vodítek (loutek) připevněných na hlavní konstrukci beranidla a slouží k vedení beranu, jeho pohybu v ose beranění. Beranidla se konstruují jako ruční, kdy zdvih beranu provádí zpravidla více pracovníků nebo mechanizované, kdy zdvih beranu je prováděn mechanicky nebo pneumaticky. Pro přemisťování celého zařízení se beranidla montují na podvozky nebo lodě.

## Typy beranidel
- plovoucí (lodní) – umístění na lodi nebo pontonu
- jeřábové (podvozkové) – pojízdné, na principu upraveného jeřábu, kolové nebo pásové
- lehké – skládací, zpravidla ruční